# Crónica de una muerte anunciada
Crónica de una muerte anunciada es una novela del escritor colombiano
Gabriel García Márquez, publicada en 1981. Fue incluida entre las 100 mejores en español del siglo XX del periódico español El Mundo.
Representó un acercamiento entre lo periodístico, lo narrativo, y una aproximación a la novela policial. La historia contada se inspira en un suceso real, ocurrido en 1951 en el Municipio de Sucre, al sur del Departamento de Sucre, en Colombia, del que el autor tomó la acción central (el crimen), los protagonistas, el escenario y las circunstancias, para alterar lo narrativo, pero sin descuidar los datos y las precisiones obligadas en toda crónica periodística.

## Argumento
En un pequeño y aislado pueblo en la costa del Caribe, se casan Bayardo San Román, un rico recién llegado, y Ángela Vicario. Se van a su nueva casa, y allí Bayardo descubre que su esposa no es virgen. Bayardo devuelve a Ángela a la casa de sus padres, donde es golpeada por su madre e interrogada por sus hermanos, Ángela culpará a Santiago Nasar.
Los hermanos Vicario –Pedro y Pablo–, obligados por la defensa del honor familiar, anuncian a la mayoría del pueblo que matarían a Nasar. Este no se entera, sino minutos antes de morir. Los hermanos matan a cuchillazos a Santiago, después de pensarlo en varias ocasiones, en la puerta de su casa, a la vista de la gente que no hizo o no pudo hacer nada para evitarlo. Pasados 27 años, el amigo de Santiago (el narrador) reconstruye los hechos, de los que fue testigo, en forma de crónica, combinando narración y testimonios.
Años después, Ángela estaría escribiendo cada día a Bayardo, primero en tono formal, después con cartas de joven enamorada y, al final, fingiendo enfermedades. Así, Bayardo vuelve 17 años después, muy desmejorado y con las cartas sin abrir.

## Personajes
Una característica es la extensa cantidad de personajes, debido a que, al ser un pueblo pequeño, todos tuvieron participación directa o indirecta, o mención en la historia. 
Hay un personaje colectivo que es el pueblo, que conoce de manera anticipada la muerte de Santiago y no hace nada por evitarla.
- Santiago Nasar, de 21 años, abandona los estudios de secundaria cuando su padre falleció; tiene que actuar como padre de familia y dirigir el Divino Rostro, una hacienda que su padre le dejó en herencia. Es un personaje soñador, alegre, pacífico de corazón fácil, una persona con la que se podía hablar, bello, formal y creyente. Tiene un cierto talento casi mágico para los disfraces.

- Ángela Vicario es la menor en su familia, no creyente, muy recatada respecto a los hombres, sabe lo que hace en cada caso. Madura después de lo ocurrido; se vuelve ingeniosa. Aunque nadie logra sacar nada de lo que pasó aquella noche ni qué sucedió con Santiago, la versión más corriente es que  Ángela protegía a alguien a quien amaba de verdad. Muy indecisa a la hora de tomar decisiones, ya que sus padres le impusieron un novio. Tiene aire de desamparada.

- Bayardo San Román, ingeniero de trenes cuya edad ronda los treinta. Bien vestido, galán con las mujeres, persona con la que se puede hablar, culto. Sabe mandar mensajes por código morse; es buen nadador. Parece adinerado, le gustan las largas fiestas ruidosas, de buen beber; enemigo de los juegos de manos, es honrado y de buen corazón.

- Ibrahim Nasar. Árabe y difunto padre de Santiago. Se hace notar que él hablaba en árabe con su hijo, el cual le respondía en árabe, cuando lo normal en la tercera generación de los árabes que habían llegado a ese pueblo (generación a la que pertenece Santiago) era que respondiesen en castellano aunque se dirigiesen a ellos en su idioma. Tuvo un amor secreto con Victoria Guzmán y abusó de ella. Enseñó a su hijo el valor y la prudencia. Estaba interesado en los caballos y aves de presa altas. Compró un depósito en desuso y lo convirtió en una vivienda.

- Victoria Guzmán. Cocinera de la familia de Nasar. Antes, fue amante de Ibrahim.

- Divina Flor. Hija de Victoria Guzmán. Sabe que tarde o temprano será la amante —lo quiera o no— de Santiago, y que su madre la protege para que no se la lleven a la cama.

- El obispo. Aborrece el pueblo, al punto de pasar en su buque frente a él, sin bajarse. Aparece el día en que Santiago muere.

- Plácida Linero. La madre de Santiago. Su hijo es asesinado en la puerta principal de su casa, después de que su madre la cerrara pensando que éste se encontraba en su interior.

- Luisa Santiaga. Madre del narrador y de Margot, Luis Enrique y Jaime; madrina de bautismo de Santiago, en honor a quien fue nombrado.

- Pedro Vicario. Hermano de  Ángela, gemelo de Pablo Vicario. Toma la iniciativa de matar a Santiago, aunque no muy convencido. Tiene 24 años.

- Pablo Vicario. Hermano de Ángela, gemelo de Pedro. Es el menos convencido de matar a Santiago. Se casa con Prudencia Cortes después de salir de la cárcel.

- Cristo Bedoya. Amigo de Santiago, lo acompañó durante la boda de  Ángela, la noche antes de su asesinato. En la mañana después de la boda, Cristóbal perdió de vista a Santiago durante unos minutos, en los cuales se enteró de los planes de los hermanos Vicario de asesinarlo. Cristo va a buscar a Santiago a su casa para advertirle, pero no lo encuentra. Al final un grupo de personas pide su ayuda como médico, lo cual le impide defenderlo de su muerte.

- Margot. Hermana del narrador, enamorada de Santiago.

- Monja del pueblo. Hermana del narrador.

- Jaime. Hermano menor del narrador.

- Luis Enrique. Hermano del narrador.

- Silvia Curulla. Amante del Padre Amador. Conoce el verdadero secreto de la autopsia de Santiago.

- Padre Carmen Amador. Párroco del pueblo y exestudiante de medicina. Le hace una autopsia muy poco exacta al muerto.

- Lázaro Aponte. Coronel retirado, alcalde del pueblo. Es la única persona que se atreve a hacer algo contra el asesinato al decomisarles los cuchillos a los asesinos, aunque era evidente que habrían de conseguir otros.

- Flora Miguel. Novia de Santiago desde la escuela. Iban a casarse en las Navidades del año en que lo mataron.

- Magdalena Oliver. Vecina del pueblo en que el protagonista vive.

- Poncio Vicario. Padre de  Ángela. Era orfebre y se había quedado ciego.

- Purísima del Carmen o Pura Vicario. Madre de los gemelos (Pablo y Pedro) y de  Ángela.

- Mercedes Barcha. Esposa del narrador.

- María Alejandrina Cervantes. Dueña del prostíbulo. Santiago estuvo enamorado de ella en la adolescencia pero su padre árabe los separó.

- Clotilde Armenta. Dueña de la tienda de leche de la plaza, los hermanos Vicario se quedan en su tienda mientras esperan matar a Santiago.

- Rogelio de la Flor. Marido de Clotilde Armenta.

- General Petronio San Román. Padre de Bayardo San Román, héroe de las guerras civiles.

- Alberta Simonds. Madre de Bayardo San Román.

- Faustino Santos. Carnicero del pueblo. Aunque ve a los gemelos Vicario afilar sus cuchillos, no hace nada, cree que están borrachos.

- Leandro Pornoy. Agente de policía. Cuando le notifican que los hermanos Vicario estaban decididos a matar a Santiago, informa a Lázaro Aponte.

- Doctor Dionisio Iguarán. Doctor del pueblo, primo hermano de Luisa Santiaga.

- Hortensia Baute. Vecina del pueblo. Es la primera persona en llorar la muerte de Santiago. La noche del asesinato, vio cómo los gemelos Vicario pasaban frente a su casa con los cuchillos en mano y se imaginó, gracias a la luz que emanaba de los postes, que estaban ensangrentados y que ya lo habían asesinado; aunque todavía el homicidio no había ocurrido.

- Prudencia Cortes. Novia de Pablo Vicario. Lo espera hasta que sale de la cárcel. Los gemelos Vicario solían tomar el primer café de los viernes en su casa luego de ir al mercado.

- Suseme Abdala. Matriarca de la comunidad de árabes asentados en el pueblo.

- Próspera Arango. Retrasa a Cristo Bedoya cuando le pide que haga algo por su padre que agoniza en el sardinel de su casa, inmune a la bendición fugaz del obispo.

- Meme Loaiza. Atestigua los hechos.

- Aura Villeros. Comadrona del pueblo.

- Polo Carrillo. Dueño de la planta eléctrica. No le agrada Santiago.

- Fausta López. Mujer de Polo Carrillo. Tiene un mal concepto de los turcos.

- Indalecio Pardo. Amigo de la familia Nasar.

- Escolástica Cisneros. Atestiguó los hechos.

- Sara Noriega. Dueña de la tienda de zapatos.

- Celeste Dangond. Vecino del pueblo.

- Yamil Shaium. Árabe, antiguo socio de Ibrahim Nasar, buen amigo de la familia.

- Viudo de Xius. Viudo de Yolanda de Xius, dueño original de la casa más bella del pueblo según sus habitantes. Ésta fue comprada por Bayardo San Román, lo que le ocasionó una gran pena y más tarde, la muerte.

- Wenefrida Márquez. Tía del narrador, vive en frente de Santiago y fue la última que lo vio con vida.

- Nahir Miguel. Padre de Flora Miguel, novia de Santiago. De barba colorada, es el varón sabio de la comunidad.

- Pupo Oloye. Vela por la salud de su tío Ibrahim, ya que tiene vértigo pero no plan médico.

- Poncho Lanao. Vecino de Santiago, vive en la casa contigua.

- Argénida Lanao. Hija de Poncho Lanao.

- Juez instructor. Bastante joven. Es su primer caso. Mandado para aclarar el crimen, sospecha que Santiago no le quitó la virginidad a Ángela Vicario, no llega a concluir si el hecho fue verdad o no, a causa de la falta de información.

- Eliecer Garavito. Novio de Argénida Lanao y tío de Santiago.

- Yohmar Santiago. Primo lejano de Santiago y novio de Meme Loaiza.

- Ben Quiñones. Aficionado a los trenes. Su esposa le es infiel con el padre de Santiago, Ibrahim Nasar.

- Jorge Rivera. Reportero investigativo, disfruta del baile intenso.

- Ana María. Abogada del pueblo, conocida por resolver sus casos sin la necesidad de un juez.

La imposibilidad de acceder a algunos conocimientos es uno de los aspectos de la novela que más llama la atención, ya que deja sin aclarar un aspecto fundamental de la historia: cómo fue posible que el asesinato no pudiese ser evitado, dadas las circunstancias públicas en que se desarrolló. Dado que la novela se presenta como la reconstrucción casi periodística de hechos reales a través de una minuciosa investigación, la conclusión que deja sin resolver aspectos tan esenciales pone de manifiesto la dificultad extrema de alcanzar en ocasiones el conocimiento de la verdad, sobre todo, cuando, como es el caso, se indaga con profundidad.
Se presenta un choque entre la casualidad y el destino: la muerte anunciada que nadie creyó y los pocos que la tomaron como cierta no pudieron detenerla; la puerta que se cierra segundos antes de que Santiago pudiera entrar y cómo ese día había roto la costumbre, decidiendo salir por la puerta principal en vez de por la de la cocina.
La violencia no sólo en lo que se refiere al crimen, sino en otras dimensiones; se trata de la violencia de la vida cotidiana: el machismo, el sentimiento irreprimible de venganza obligado por un cruel código de honor; el lenguaje potencia esa violencia.
El honor es un implacable mecanismo de venganza al que hay que acudir para restaurar el orden de la moral colectiva; no admite vacilación ni demora para ser restaurado y es obligación inexcusable; además, el honor legitima y sublima cualquier conducta (por ejemplo, el cura Carmen Amador considera que los Vicario han probado su hombría, recuperando su dignidad y el honor de su familia).
La religión y las creencias de los individuos se presenta como una mezcla de fetichismo, superstición, milagrería, credulidad y simplismo; se incluye aquí, también, el tema de la figura del obispo y su visita frustrada, tratado desde un punto de vista crítico e irónico.

## Técnica narrativa
La novela se presenta como la reconstrucción de una historia: un narrador en primera persona y testigo de algunos hechos asume, años después del amargo suceso, la función del investigador para reconstruir la historia mediante informes, cartas, testimonios diversos y su memoria (pues estuvo en el pueblo el día de la boda). El punto de vista desde el que se narra es cambiante, hay multi-perspectivismo, en tanto que la visión de los hechos se presenta no solo desde el punto de vista del narrador, sino también de los demás personajes (protagonistas y testigos). A veces coinciden, pero en otras ocasiones se contradicen; la historia se presenta ambigua, llena de dudas, sobre todo en lo que se refiere a quién 'deshonró' a Ángela o, por ejemplo, el clima del día, que varía de ser lluvioso y nublado a ser de un soleado cegador, según los testimonios.
El narrador presenta la historia en cinco partes (cada una desarrolla temas concretos y gira alrededor de muchos protagonistas), altera el orden temporal de los hechos. El tiempo fluye alineal, circular y caótico, consiguiéndose a través de anticipaciones, retrocesos, reiteraciones, superposiciones, elipsis, etc. El resultado es una especie de 'rompecabezas'. La novela presenta una estructura cerrado-circular: la muerte de Santiago a manos de los Vicario, anunciada de súbito en las primeras líneas, es el motivo narrativo que, con pormenorizado y macabro tratamiento, cierra también la historia. La novela presenta abundantes diálogos (fragmentarios y breves, y en estilo directo normal, con lo que se logra cortar el ritmo narrativo, introduce variedad en la narración y en el estilo), fragmentos descriptivos (de objetos, personajes, escenarios, ambientes). Lo narrativo se reduce a pasajes breves, recurrentes, que, en muchas ocasiones, están enmarcados dentro de las descripciones.

### Estilo narrativo
Oscila entre el uso de la lengua oral, en un registro coloquial o familiar, y el uso de la lengua escrita, en un registro culto-literario, con fuerte retoricismo y con matices de humor, fantasía, sensualismo, etc.
Tiene una clara influencia del género periodístico, visible desde el título ("crónica").
Hay gran número de personajes, característica recurrente en las obras de García Márquez. Esto permite a la historia dotarse de múltiples perspectivas, de diversos testimonios y de juicios de valor que nutren la trama. La narración manifiesta un claro gusto por el detalle y la puntualización de los pormenores.
El realismo mágico se observa en el gusto por insertar lo extraordinario dentro de la normalidad de lo cotidiano. Se aprecia en la forma en que el olor de Santiago Nasar permaneció en los gemelos Vicario días después de muerto, la aparición de un "pájaro fluorescente", una especie de ánima sobre la iglesia del pueblo; la mención del alma de Yolanda de Xius quien, se dice, está haciendo todo lo posible para recuperar sus cachivaches y su casa de muerte.

### Adaptación al cine
En 1986 Francesco Rosi llevó esta novela al cine con el título Cronaca di una morte annunciata. protagonizada por Rupert Everett, Ornella Muti, Anthony Delon, Gian Maria Volonté e Irene Papas. El guionista es el italiano Tonino Guerra. Esta película fue una producción italo-colombo-francesa, que se presentó en el festival de Cannes de 1987, aunque su adaptación no siempre fue fiel a su homónima debido a la cantidad de personajes que maneja (todos los habitantes del pueblo), que debieron ser suprimidos de la trama.